# Hãng phát hành trò chơi điện tử
Hãng phát hành trò chơi điện tử là một công ty xuất bản những video game mà họ đã phát triển trong nội bộ hoặc bởi một hãng phát triển trò chơi điện tử. Cũng như các nhà xuất bản sách hay nhà sản xuất DVD phim, các hãng phát hành trò chơi điện tử mua bản quyền và chịu trách nhiệm chế tác và tiếp thị sản phẩm của họ sao cho hợp với văn hóa,tình hình chính trị, xã hội của đất nước đó, bao gồm nghiên cứu tiếp thị và toàn bộ khía cạnh của quảng cáo.
Họ thường tài trợ cho việc phát triển, đôi khi bằng cách trả tiền thuê một nhà phát triển video game (các hãng phát hành gọi đây là phát triển ngoài) và đôi khi bằng cách trả tiền thuê các nhân viên của một hãng phát triển gọi là studio. Các hãng phát hành video game lớn cũng phân phối các trò chơi mà họ phát hành, trong khi một số hãng phát hành nhỏ hơn thay vào đó thuê các công ty phân phối (hoặc các hãng phát hành trò chơi điện tử lớn hơn) để phân phối các trò chơi mà họ phát hành. Các chức năng khác thường được thực hiện bởi hãng phát hành bao gồm quyết định và trả tiền cho bất kỳ giấy phép mà trò chơi có thể sử dụng; trả tiền cho nội địa hóa; bố trí, in ấn, và có thể là đưa ra văn bản về hướng dẫn sử dụng; và tạo ra các yếu tố thiết kế đồ họa như thiết kế hộp game.
Các hãng phát hành lớn cũng có thể cố gắng để tăng hiệu suất trên tất cả các nhóm phát triển nội bộ và ngoài bằng cách cung cấp các dịch vụ như thiết kế âm thanh và các gói mã phục vụ chức năng cần thiết thông thường.
Bởi vì các hãng phát hành thường tài trợ cho việc phát triển, họ thường cố gắng quản lý rủi ro phát triển với đội ngũ nhân viên của nhà sản xuất hoặc quản lý dự án để theo dõi sự tiến độ phát triển, phê bình liên tục việc phát triển và hỗ trợ khi cần thiết. Hầu hết các video game được tạo ra bởi một hãng phát triển trò chơi ngoài được trả tiền bản quyền theo những tiến độ định kỳ. Những tiến độ này được chi trả khi các nhà phát triển đạt đến giai đoạn nhất định của quá trình phát triển, được gọi là cột mốc.Nếu nhà sản xuất muốn phát triển 1 sản phẩm của họ thì họ sẽ chịu toàn bộ số tiền và thuế trên